# メーグル
なごや観光ルートバス メーグル（なごやかんこうルートバス メーグル）は、名古屋市観光文化交流局が名古屋市内の名所を結んで運行しているバス路線。名古屋市営バス浄心営業所が運行を受託している。系統記号として公文書上では「観光1」が付与されているが、案内上では使用されない。

## 概要
名古屋市中心部とその周辺に所在する観光名所を巡回するバス路線であり、2007年（平成19年）7月から正式に運行を開始した。火曜日〜日曜日に金色に塗装された専用バスで運行されており、2010年4月からは平日1日13本、土日・休日は1日18本に増便されるとともに、新型のハイブリッド仕様メーグルも同時に導入された。
また、土日・休日の一部の便ではガイドボランティアによって沿線の観光ガイドが行われている。
- 土曜日・日曜日・祝日：9:30、9:50、10:30、10:50、11:30の計5便に乗務。但し都合により乗務しない場合がある[WEB 4]。

停留所も他のバス路線の停留所に比べ観光しやすい場所に置かれている場合が多い。
運行時間は9時30分～17時（いずれも名古屋駅発時刻）までで、17時名古屋駅発の最終便については短縮ルートで運行される。
原則として月曜日（休日の場合にはその翌平日）および年末年始（12月29日～1月3日）については運行を行っていない。毎年3月の「マラソンフェスティバル ナゴヤ・愛知」開催日はマラソンコースと多くの箇所で交差または重複するため全区間運休となる。
お盆など時期によっては土・日休日ダイヤでの運行もある。

## 運行路線
系統は名古屋駅を出発し、約19キロを約90分かけて循環運行されている。ただし、最終便については「広小路伏見」停留所のあと、名古屋駅へ直行する。
| 番号 | 停留所名                     | 周辺の施設                                                                             | 乗りかえ | 備考               |
| ---- | ---------------------------- | -------------------------------------------------------------------------------------- | --- | ------------------ |
| 0    | 名古屋駅                     | 名古屋駅                                                                               | JR東海道新幹線・東海道本線・中央本線・関西本線・名古屋市営地下鉄東山線・桜通線・名古屋臨海高速鉄道あおなみ線・名鉄名古屋本線・近鉄名古屋線 |                    |
| 1    | トヨタ産業技術記念館         | トヨタ産業技術記念館                                                                   | 往路・復路とも同一のバス停から発着。 |                    |
| 2-A  | ノリタケの森西               | ノリタケの森・イオンモール Nagoya Noritake Garden                                      | 名駅13・名駅11・名駅25 | 2021.10.21 に新設  |
| 3    | 四間道                       | 四間道・円頓寺エリア                                                                   | 「愛知県図書館」停留所に隣接 | 2018.3.20 に新設   |
| 4    | 名古屋城                     | 名古屋城・名古屋能楽堂・金シャチ横丁正門エリア 義直ゾーン                              | 「名古屋城正門前」停留所に隣接。 往路・復路とも同一のバス停から発着。                                                                      |                    |
| 5    | 名古屋城東・市役所           | 名古屋城・名古屋市役所・愛知県庁・金シャチ横丁東門エリア 宗春ゾーン                    | 名古屋市営地下鉄名城線 名古屋城駅 | 2019.10.01に新設   |
| 6    | 徳川園・徳川美術館・蓬左文庫 | 徳川園・徳川美術館・名古屋市蓬左文庫                                                   | |                    |
| 7    | 文化のみち二葉館             | 文化のみち二葉館・文化のみち橦木館・文化のみち百花百草・文化のみち堀美術館             | |                    |
| 8    | 市政資料館南                 | 名古屋市市政資料館                                                                     | 幹名駅1系統「市政資料館南」バス停に併設 |                    |
| 9    | 中部電力 MIRAI TOWER         | 中部電力 MIRAI TOWER（名古屋テレビ塔）・久屋大通公園・オアシス21・愛知芸術文化センター | 名古屋市営地下鉄東山線・名城線 栄駅・名鉄瀬戸線 栄町駅 栄21・栄23・深夜2系統「栄」バス停20番のりばと共用                                   | 2021.10.21 に改称  |
| 10   | 広小路栄                     |                                                                                        | 栄13・栄22・中巡回系統「広小路栄」バス停6番のりばに併設                                                                                    |                    |
| 11   | 広小路伏見                   | 名古屋市科学館・名古屋市美術館・でんきの科学館                                         | 栄22・C-758系統「広小路伏見」バス停3番のりばに併設 名古屋市営地下鉄東山線・鶴舞線 伏見駅                                                   |                    |
| 4    | 名古屋城                     |                                                                                        | 往路・復路とも同一のバス停から発着。 | 最終便は停車しない |
| 3    | 四間道                       |                                                                                        | | 最終便は停車しない |
| 2-B  | ノリタケの森                 | ノリタケの森西停留所とは別の場所。                                                     | 名駅13系統「ノリタケの森」4番バス停に併設                                                                                                  | 最終便は停車しない |
| 1    | トヨタ産業技術記念館         |                                                                                        | 往路・復路とも同一のバス停から発着。 | 最終便は停車しない |
| 0    | 名古屋駅                     |                                                                                        | |                    |

## 料金

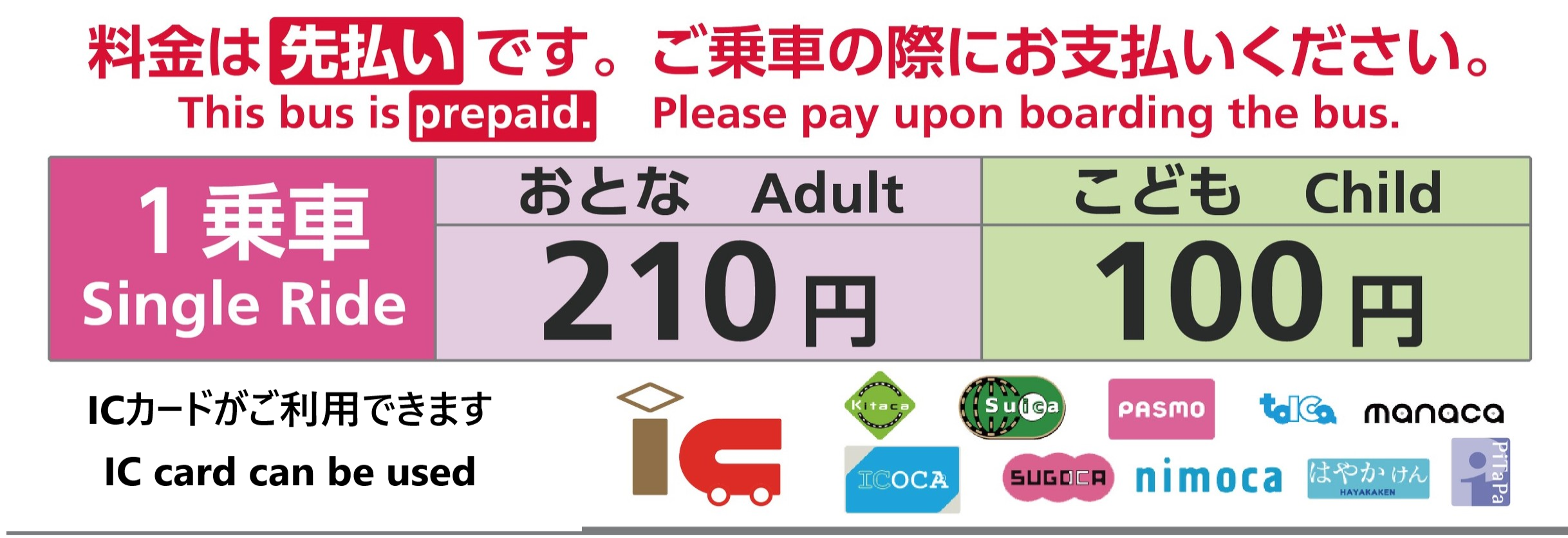
料金案内

料金は1乗車につき、大人1人210円、小児1人100円が必要。現金のほか、manacaをはじめとする相互利用可能な交通系ICカードも利用できる。通常の名古屋市営バスの路線と同様に、manacaで利用するとポイントが付き、乗継割引も適用される。
また、「メーグル1DAYチケット」と称する当日乗降自由の乗車券を大人1人500円、小児1人250円で販売している。また、同乗車券を提示することで、沿線に所在する観光施設の入場割引や飲食店・ホテルなどで所定のサービスが受けられる特典が付属している。なおメーグルの他、C-758系統も利用可能である。
またそのほか、福祉特別乗車券・敬老パスや名古屋市交通局発行の一日乗車券、土日祝日および運休日でない毎月8日（環境保全の日）に限りドニチエコきっぷでも乗車できる。
ただし、バス・地下鉄全線定期券、市バス定期券、バス・地下鉄連絡定期券などを含む定期券では乗車できない。

## 車両
運行開始当初は日野・レインボーHRの9m車をベースに東京特殊車体で改造された専用車両が導入された。この4台は購入に際して日本宝くじ協会の助成を受けた宝くじ号で、フロントマスクがブルーリボンシティのデザインに変更されている。
2009年と2010年には、土休日の増便ダイヤに対応するためそれぞれ1台ずつ浄心営業所の大型ノンステップバスに専用のラッピングが施され、土休日を中心にメーグルで運用されている。
また、繁忙期には増発便や区間便として一般仕様の車両が運行されることがある。
2010年には日野・ブルーリボンシティハイブリッド1台が専用車に加わった。
2023年、増便用の大型ノンステップバス2台が交通局の耐用年数を迎えたため、新たに2台の大型ノンステップバスにラッピングが施された。また2010年に導入された日野・ブルーリボンシティハイブリッドが廃車となり、代わりに耐用年数を迎えた2台のうちの1台が運用され続けていたが、2024年4月に導入された燃料電池バスSORAと入れ替わりで廃車となった。

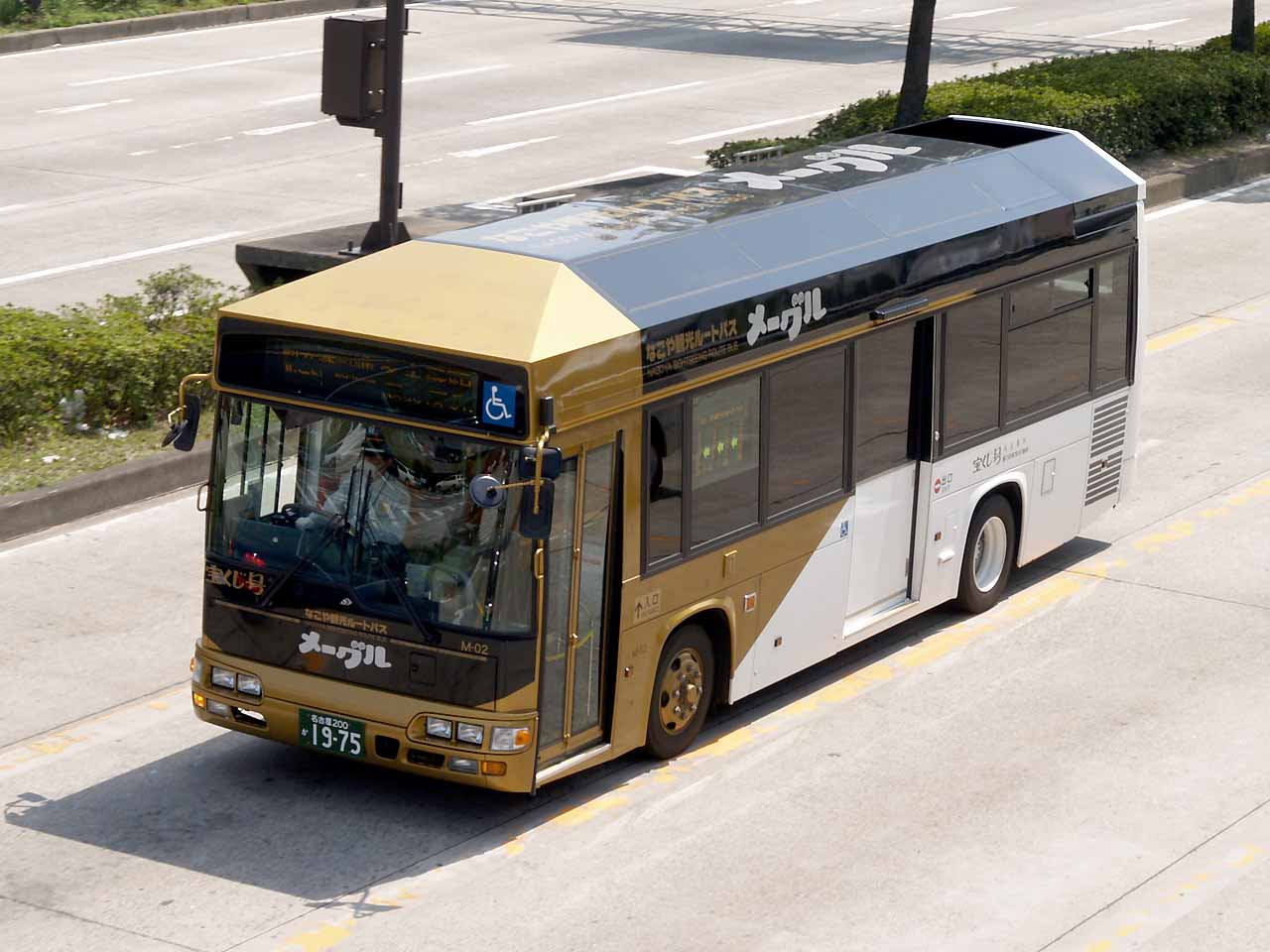
メーグル専用車（日野・レインボーHR）
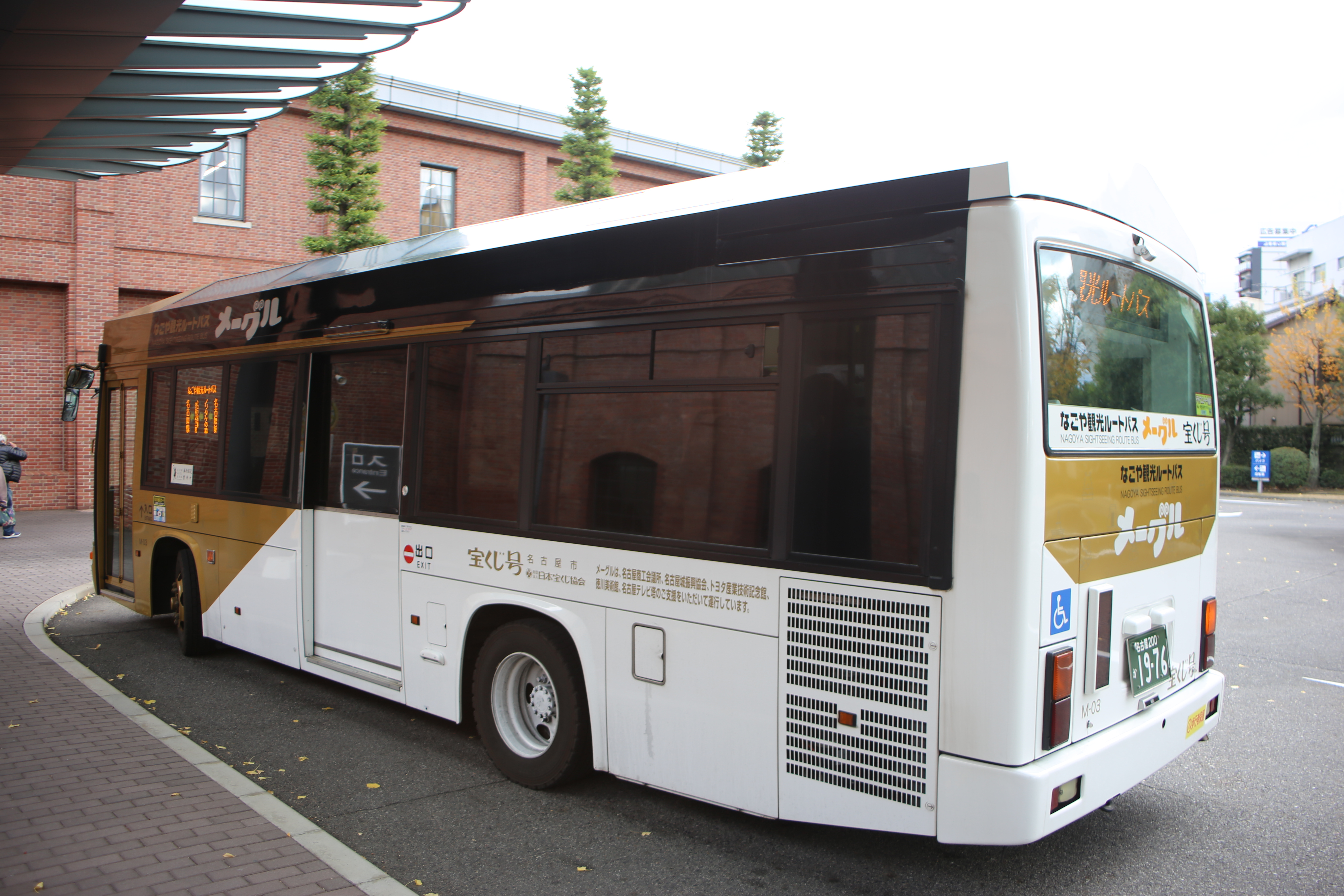
メーグル専用車　側面
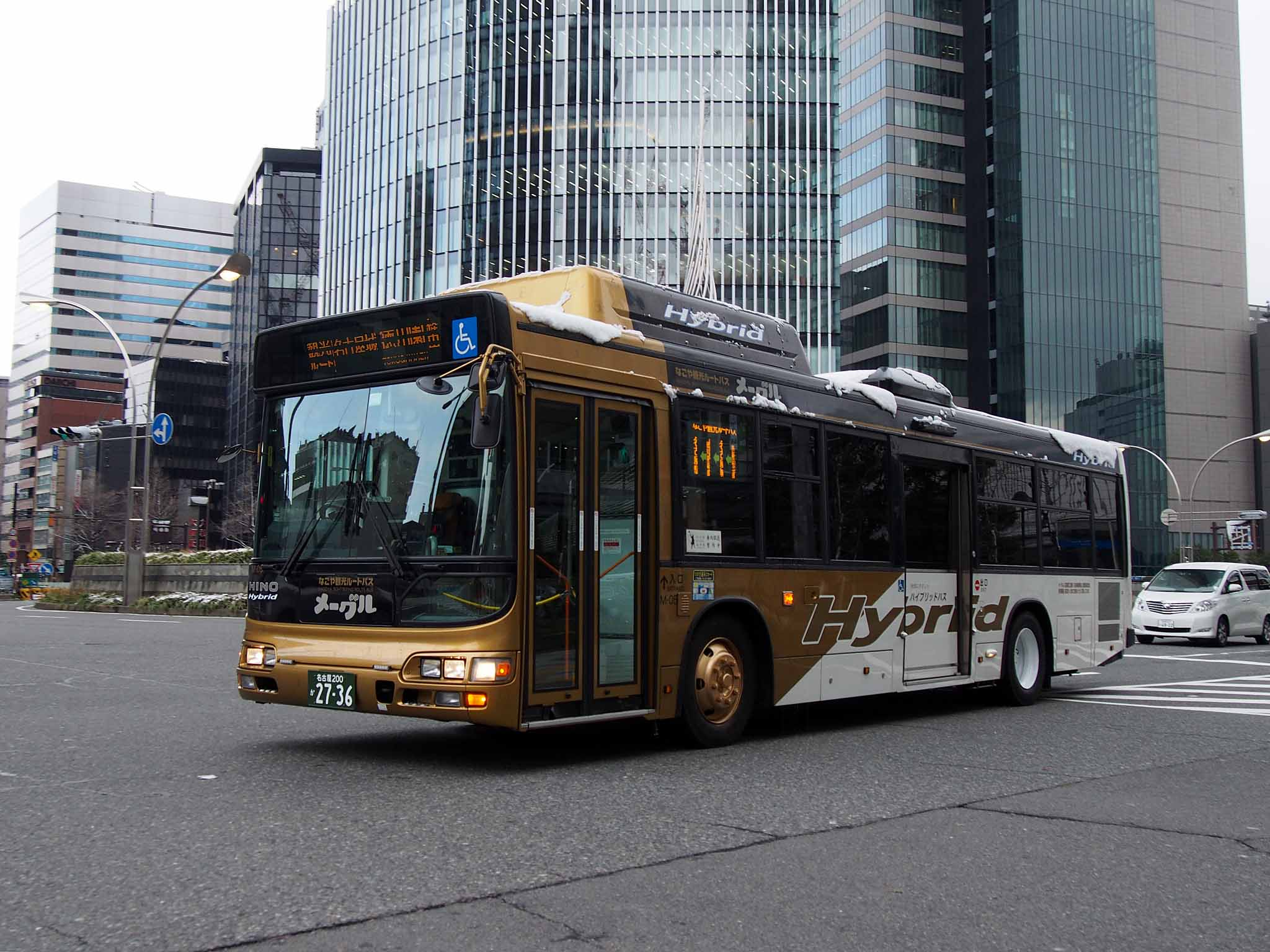
メーグル専用車（日野・ブルーリボンシティハイブリッド）
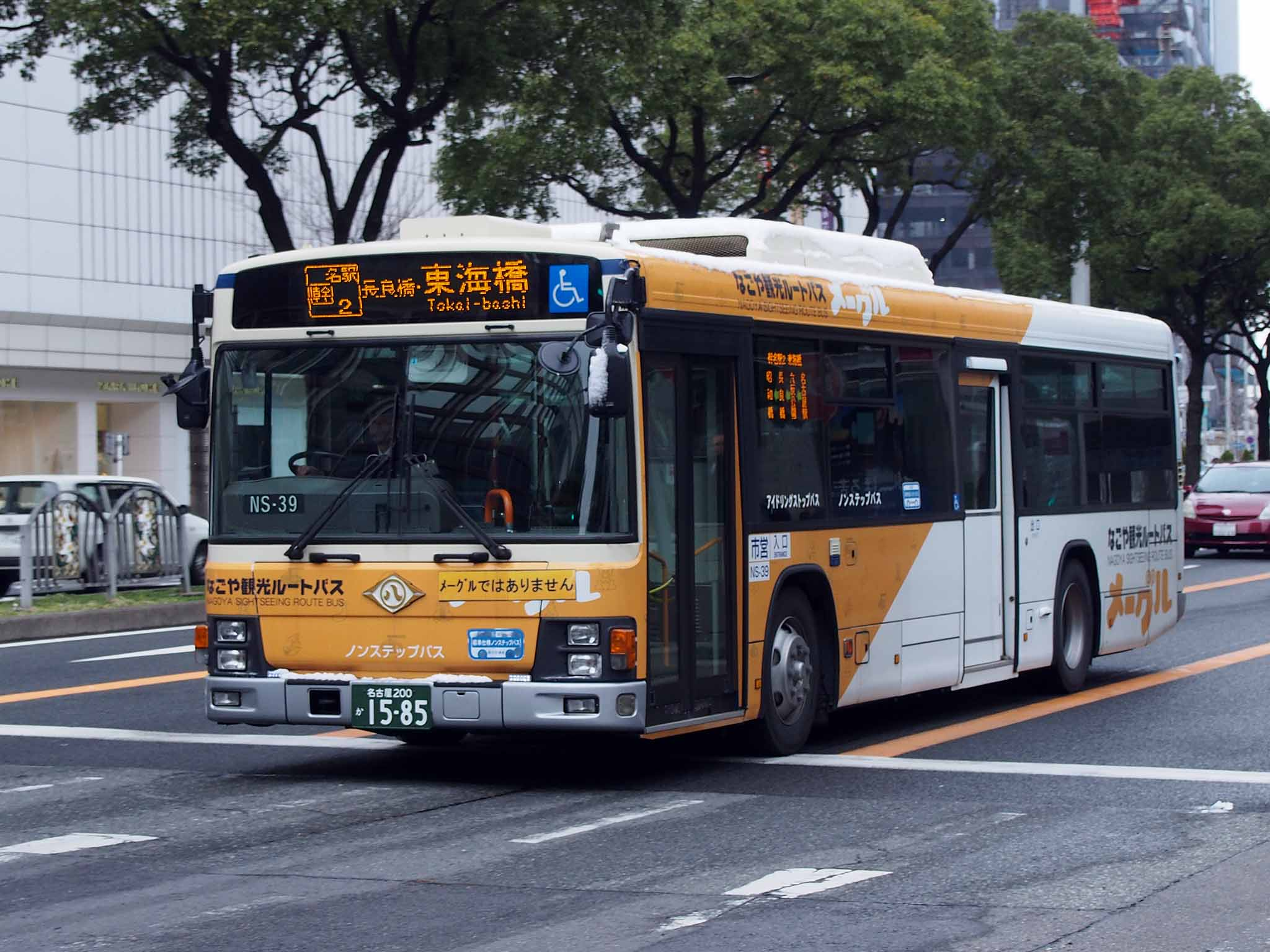
メーグル予備車（いすゞ・エルガ） 一般路線を運行中のもの
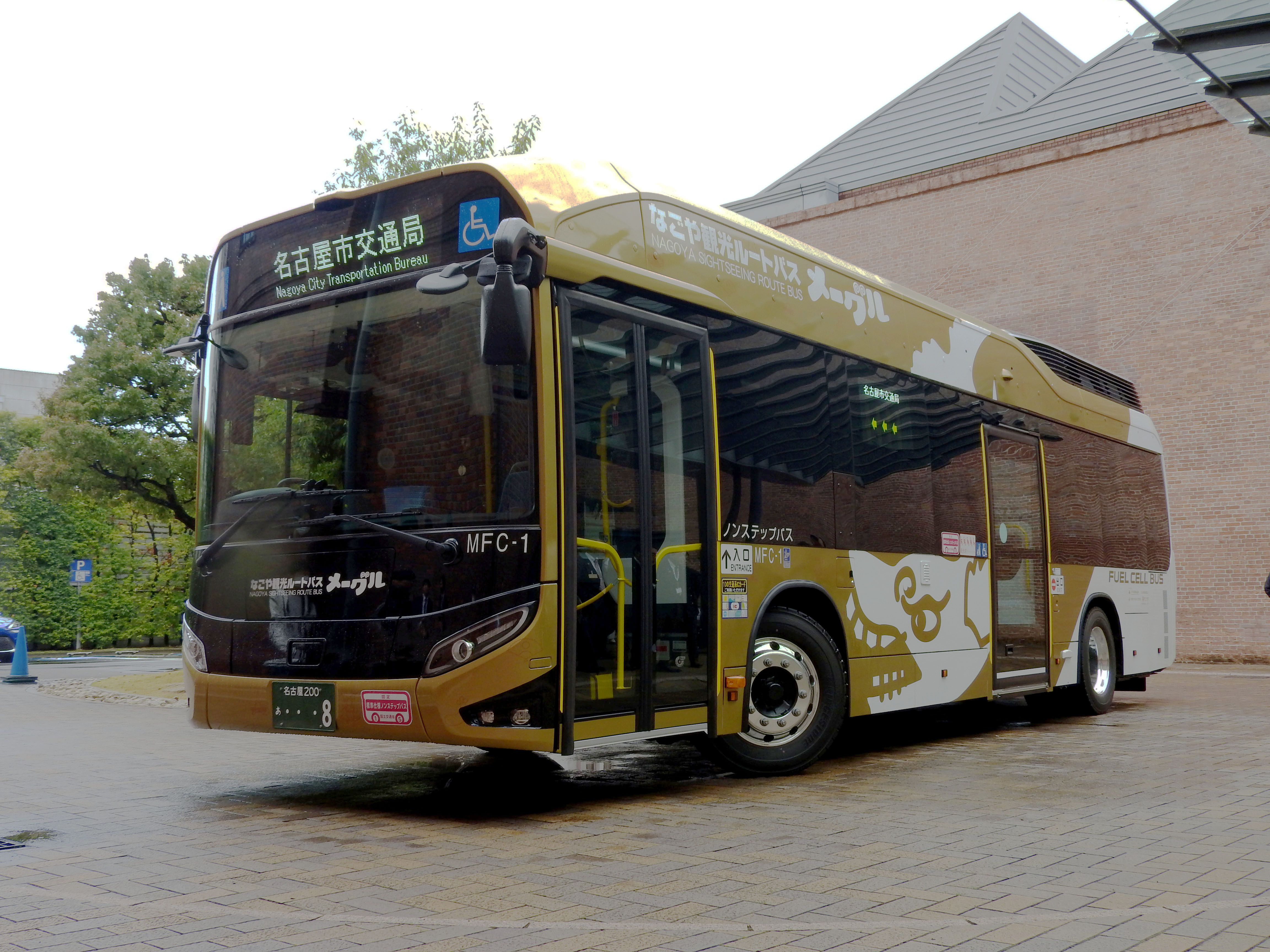
メーグル専用車（トヨタ・SORA）

## 沿革

### 前史（なごや城ループバス）

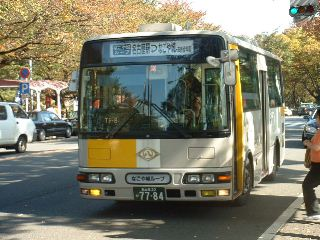
「なごや城ループ」（2003年1月）

- 2000年（平成12年）3月 - 名古屋駅と名古屋城を結ぶ系統として、「なごや城ループ」系統が新設される。この系統は、名古屋駅を出発し、名古屋城と市政資料館を経由し、再び名古屋駅に戻る経路をとっていた。
- 2003年（平成15年）12月 - なごや城ループ系統が廃止される。

### 前史（ものづくりと文化のルートバス）
- 2005年（平成17年）

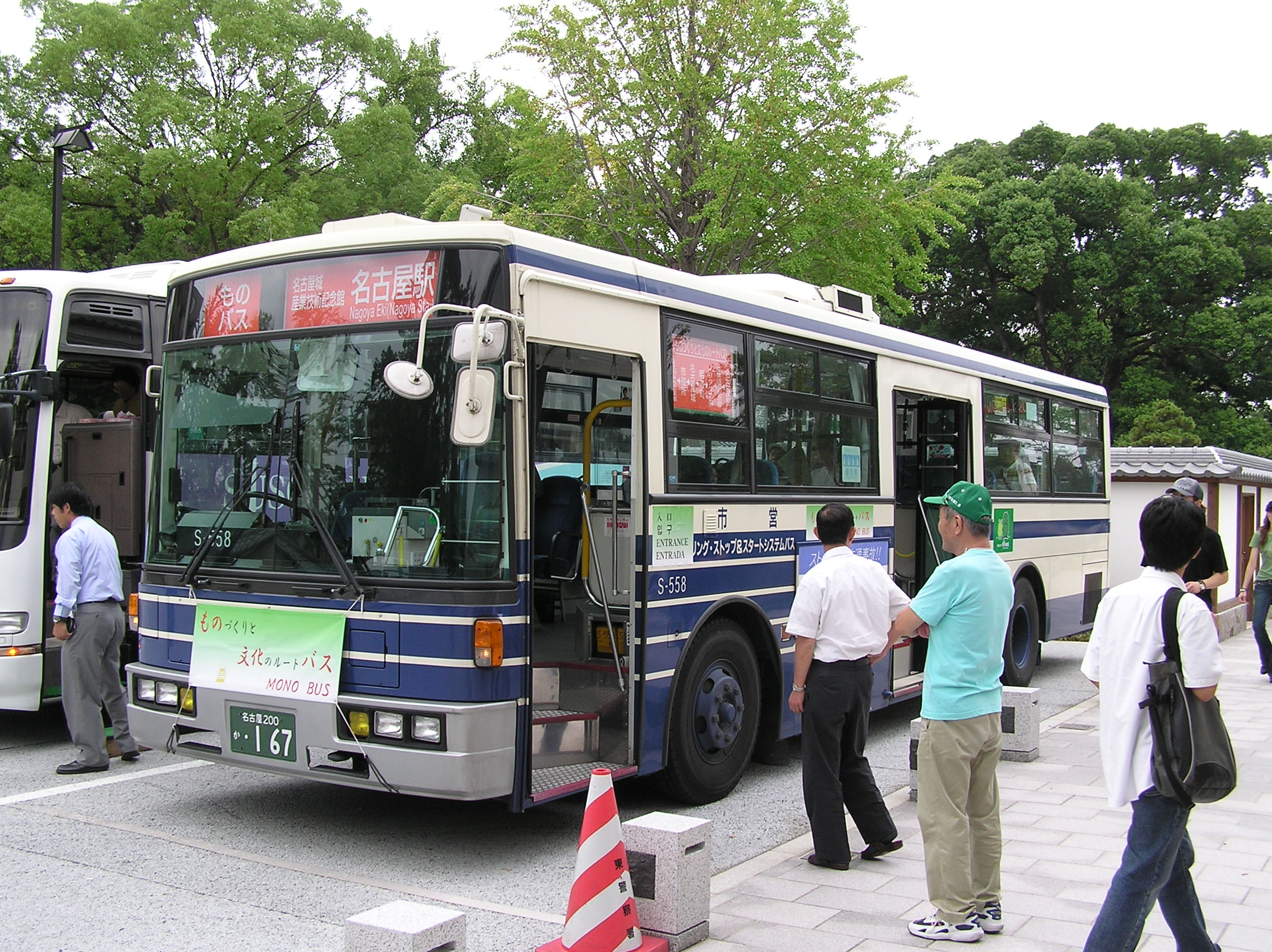
「ものづくりと文化のルートバス」（2005年9月）

  - 3月26日  - 同年開催の愛知万博にあわせて「万博3」系統「ものづくりと文化のルートバス」（ものバス）が運行を開始する[WEB 24]。このバスは、名古屋駅を出発し、名古屋城・市役所・文化のみち二葉館・徳川園・文化のみち二葉館・市役所・名古屋城・明道町・ノリタケの森・産業技術記念館を経由し、名古屋駅に戻る循環系統で、土日祝日の限定運行であった[WEB 24]。また、「ものバス1DAYチケット」と称する専用乗車券を大人1枚500円（小児1枚250円）で販売していた[WEB 24]。
  - 9月25日 - 「ものバス」が運行を終了する[WEB 24]。

### なごや観光ルートバス

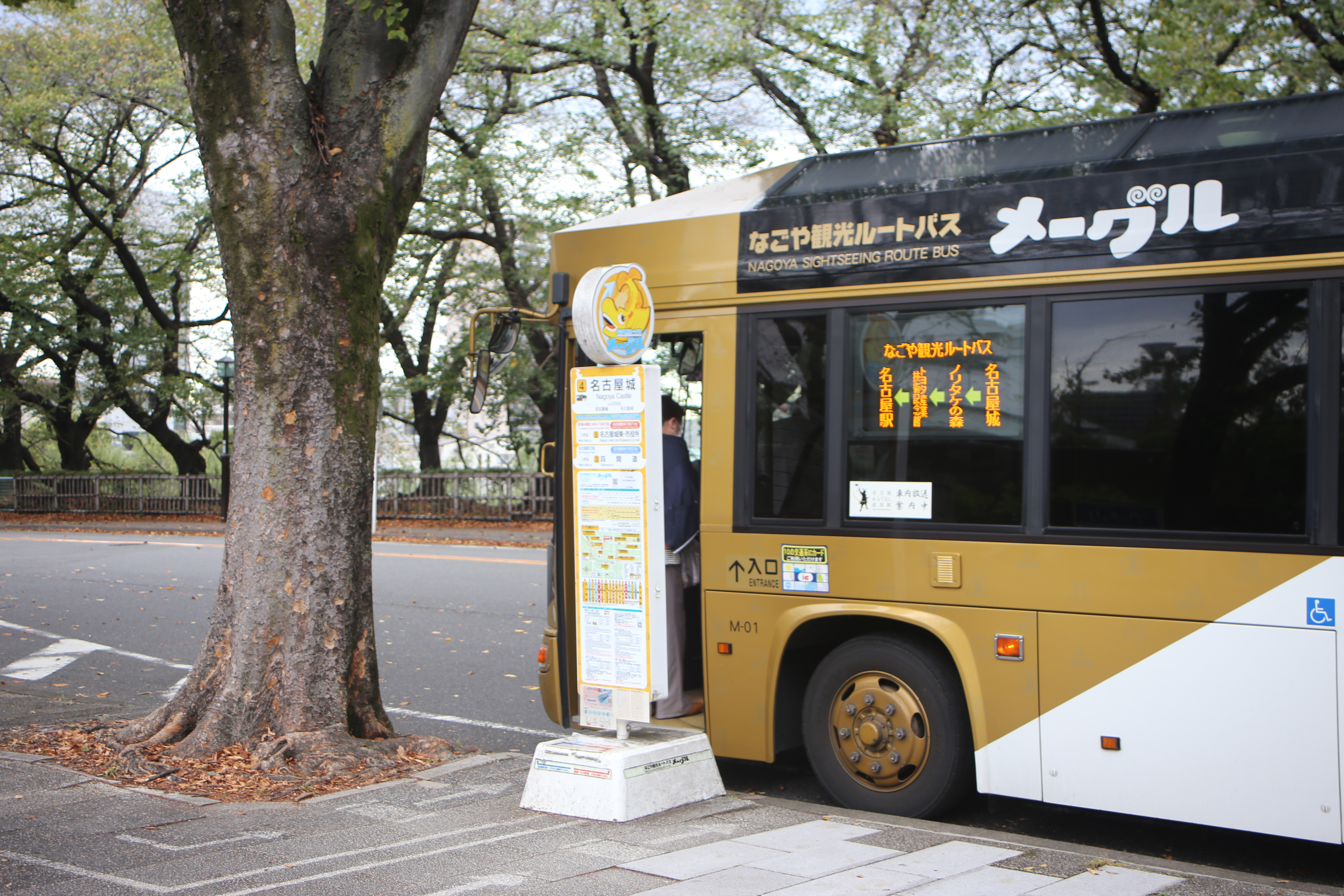
メーグル　専用バス停（名古屋城）(2022年10月)

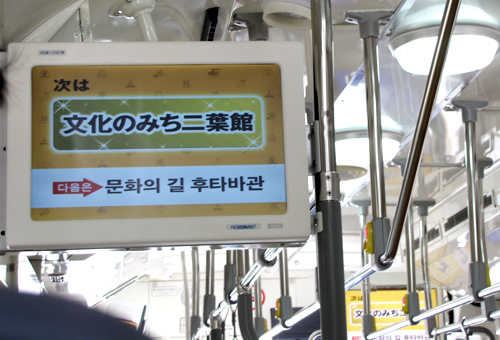
車内では画面による案内が行われる

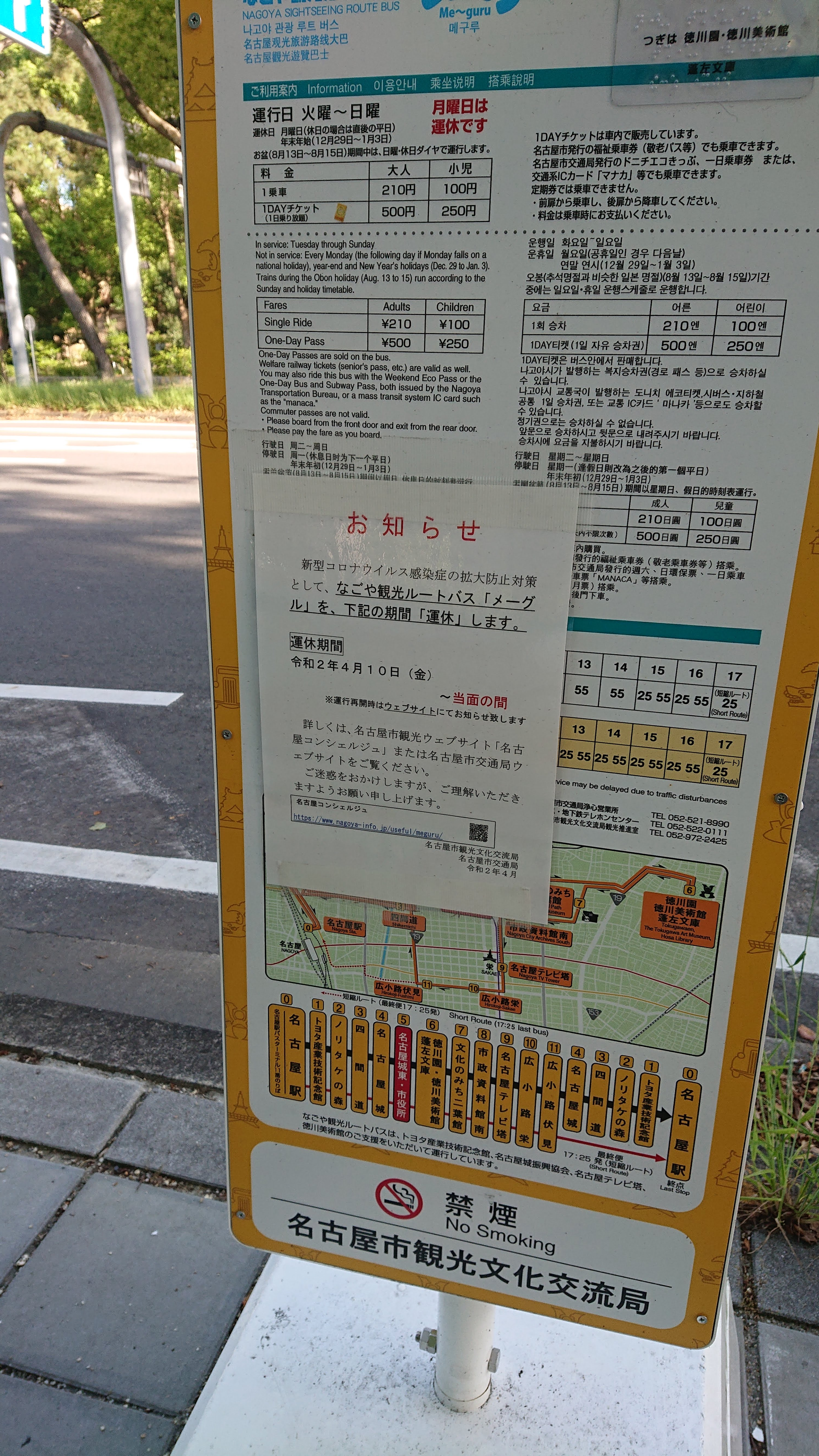
メーグル運休の張り紙（2020年5月）

- 2006年（平成18年）4月29日 - なごや観光ルートバスとして新設される[WEB 1]。当時のルートは、名古屋駅バスターミナルレモンホーム0番のりばを出発し、産業技術記念館・ノリタケの森・名古屋城・市役所・文化のみち二葉館を経由し、徳川園で折り返す経路をとった[1]。また、運行は土日祝日に限られていた[2]。
- 2007年（平成19年）
  - ゴールデンウィーク - ボランティアガイドの乗務が開始される[新聞 2][WEB 4]。
  - 7月21日 - 本格運行が開始される[新聞 2]。また、一部ルート変更が実施される（「名古屋テレビ塔」停留所の新設、「徳川園」停留所を「徳川園・徳川美術館・蓬左文庫」停留所への名称変更、「市役所」停留所の廃止）[WEB 2]。また、このとき運行が月曜日以外の毎日に拡大され、専用バスが導入された[2]。
- 2010年（平成22年）12月23日 - 名古屋ターミナルビルの解体工事に伴い、名古屋駅停留所が路上に移転する[新聞 4]。
- 2012年（平成24年）
  - 1月31日 - 一部運行ダイヤの変更。
  - 4月24日 - 名古屋おもてなし武将隊の徳川家康による車内アナウンス開始。
- 2014年（平成26年）9月1日 - 産業技術記念館停留所の名称がトヨタ産業技術記念館停留所に変更される[WEB 25]。
- 2015年（平成27年）7月25日 - 名古屋市による無料公衆無線LAN「NAGOYA Free WiFi」が、メーグル専用車両全5台と休日運行用一般車2台においてサービス開始[新聞 5]。
- 2017年（平成29年）4月1日 - 名古屋駅停留所が名古屋駅バスターミナル内に移転[新聞 6]。
- 2018年（平成30年）
  - 3月20日 - 「四間道」停留所を新設[新聞 3]。また、専用車1台に試験的にUSB充電器を搭載した[新聞 3]。
  - 7月24日 - 世界コスプレサミットをPRする目的でラッピングされた「コスプレラッピングバス」が運行開始[新聞 7]。デザインはイラストレーターの岸田メルが担当した[新聞 7]。2019年3月31日まで運行される[新聞 7]。
- 2019年（令和元年）10月1日 - 「名古屋城東・市役所」停留所を新設[WEB 26]。
- 2020年（令和2年）
  - 4月10日 - 5月10日 - 新型コロナウイルス対応により運休[新聞 8][新聞 9]。
  - 8月4日 - 声優の古谷徹が車内アナウンスを担当開始[WEB 27]。
- 2021年（令和3年）10月21日 - 「名古屋テレビ塔」停留所をネーミングライツ導入に伴い「中部電力 MIRAI TOWER」停留所に改称。また、往路の「ノリタケの森」停留所をイオンモール Nagoya Noritake Garden（10月27日開店）の西側に移設し「ノリタケの森西」停留所に改称（復路はそのまま）[WEB 7][WEB 28]。
- 2022年（令和4年）7月12日 - 「メーグル1DAYチケット」がメーグル運行日に限り都心ループバスで利用可能になる[WEB 29]。